# Proteus (Schiff, 1973)
Die Proteus ist ein 1973 in Dienst gestelltes Fährschiff der griechischen Reederei ANES Lines. Sie wird seit 2013 auf der Strecke von Volos über Skiathos, Skopelos und Alonnisos nach Mantoudi eingesetzt.

## Geschichte
Die Proteus entstand unter der Baunummer 107 in der Werft der G. Koronaios Bros. Ltd. in Perama und wurde im Dezember 1973 an die Tyrogalas Lines abgeliefert. Die Indienststellung erfolgte im selben Monat auf der Strecke von Zakynthos nach Kyllini.
Nach mehr als 30 Jahren unter dem gleichen Besitzer und derselben Strecke ging das Schiff im Januar 2006 in den Besitz der ANES Lines über. Fortan war die Fähre zwischen Rhodos, Symi, Tilos, Nisyros, Kos und Kastelorizo im Einsatz, wo es bis Januar 2013 verblieb. Seit Mai 2013 verkehrt die Proteus auf ihrer heutigen Strecke von Volos über Skiathos, Skopelos und Alonnisos über Mantoudi. Von Februar bis März 2016 war das Schiff für kurze Zeit unter Charter der Kefalonia Lines wieder zwischen den Häfen von Zakynthos und Kyllini im Einsatz.